# La pasión turca (novela)
La pasión turca es una novela erótica escrita por Antonio Gala y editada por Planeta en el año 1993. La obra es un ensayo amargo sobre el amor en la que el eje principal sobre el que gira la obra es la atracción irresistible, fatal e irremediable del amor, del erotismo y la sexualidad extrema frente a la apatía de una vida sexual demasiado convencional en una relación de pareja.

## Sinopsis
Desideria Oliván es una mujer de Huesca que vive en la aparente estabilidad matrimonial y laboral, pero interiormente sufre una terrible decepción vital por lo rutinario y convencional de su vida y matrimonio.
En un viaje a Turquía junto a su marido y unos amigos conoce a Yamam, un apuesto guía turístico turco,  y se desata en su interior una pasión amorosa y erótica irresistible.
Yamam, dejándose llevar apasionadamente por la lujuria extrema, seduce a Desideria y los dos se convierten en amantes, en una relación regida por la dominación de Yamam sobre la joven.
La joven conoce el auténtico éxtasis sexual y consumida por el amor y las sensaciones y sentimientos que la ahogan decide abandonar toda su vida anterior para irse a vivir con Yamam a Estambul, donde este es dueño de un puesto de venta en el bazar.
Una vez en Estambul, nuestra protagonista descubre que Yamam es un traficante y se ve envuelta en una trama policial mientras se deja llevar a la destrucción física y moral dejándose llevar por esa terrible dominación sexual que ejerce Yamam sobre ella.

## Personajes
- Desideria Oliván: Protagonista principal.
- Ramiro: esposo de Desideria.
- Adela: hermana de Ramiro.
- Laura: compañera de estudios.
- Felisa: compañera de estudios.
- Yamam: joven turco amante de Desideria.
- Paulina: esposa del vicecónsul.
- Ariane: condesa.
- Mahmud: niño minusválido.
- Denis: diplomático francés.
- Pablo Acosta: policía de Interpol.